# Toyota Paseo

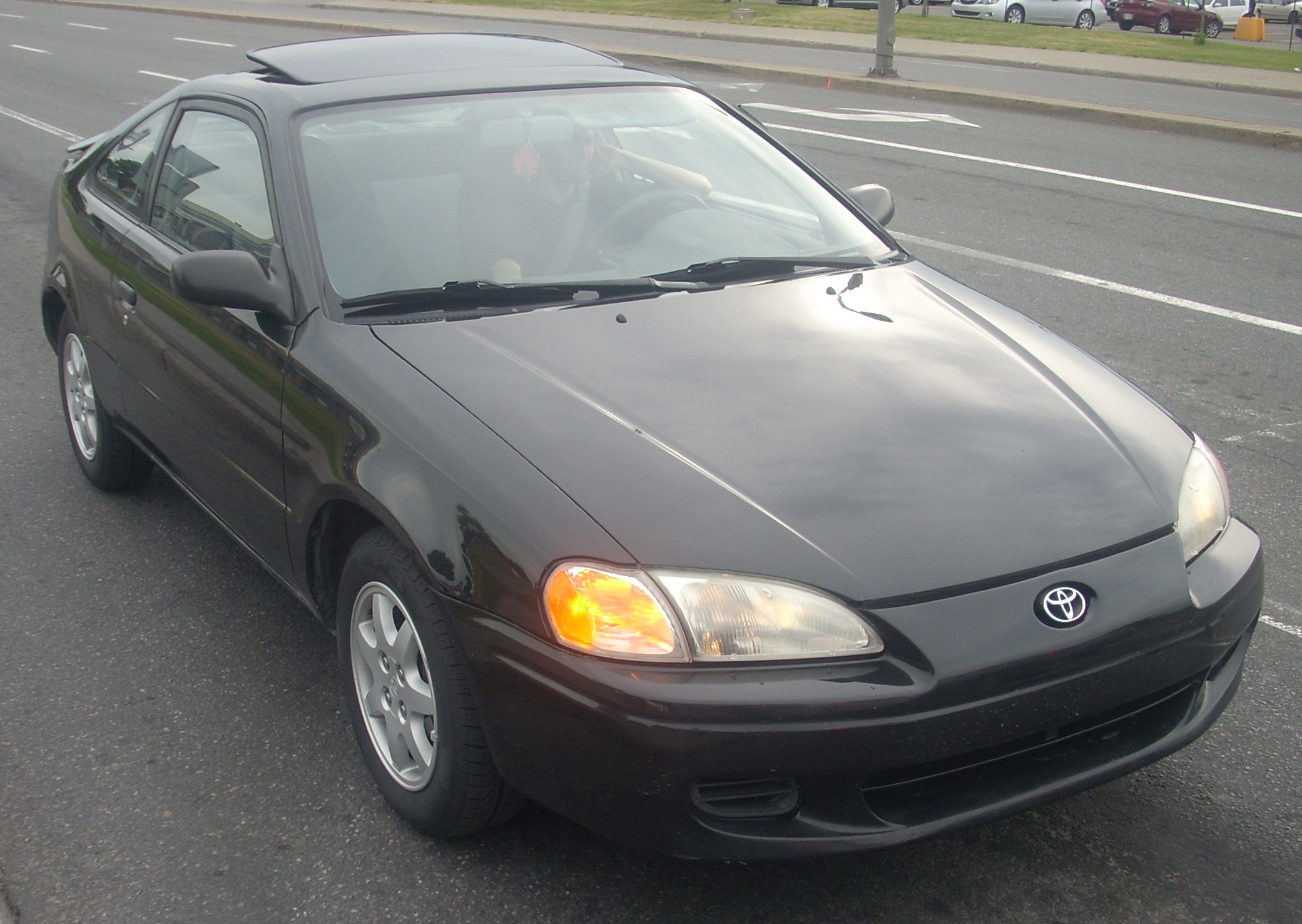
En Paseo från 1999.

Toyota Paseo (kallad Cynos i Japan) är en bilmodell av det japanska biltillverkaren Toyota som såldes mellan åren 1991 och 1999. Bilen baserades på Toyota Tercel och fanns i karossformerna kupé och cabriolet. Bilen slutade säljas i USA 1997 men fanns tillgänglig i Kanada, Europa och Japan fram till 1999.